# Ján Švehlík
Ján Švehlík est un footballeur tchécoslovaque, né le 17 janvier 1950, à Lovča. Il fut aussi entraîneur. 

## Biographie
En tant qu’attaquant, il fut international tchécoslovaque à 17 reprises (1974-1979) pour 4 buts.
Il fit ses débuts avec la Tchécoslovaquie, le 27 avril 1974, à Prague, contre la France, en match amical. Cela se solda par un score de 3 buts partout. 
Il participa à l’Euro 1976. Il ne joua pas la demi-finale contre les Pays-Bas, mais la finale contre la RFA, il fut titulaire. À la 8e minute de jeu, il inscrit un but à Sepp Maier, le gardien de but allemand. À la 80e minute, le sélectionneur Václav Ježek le fait remplacer par Pavol Biroš, alors que le score est de 2 buts à 1 pour les tchécoslovaques. Les deux équipes doivent se départager car deux buts partout à la fin de la prolongation. C’est la Tchécoslovaquie qui s’impose et Ján Švehlík est champion d’Europe.
Sa dernière sélection fut honorée le 5 mai 1979 à Moscou, contre l’URSS en match amical. Cela se solda par une défaite 3 buts à 0 (URSS-Tchécoslovaquie en football).
Il joua dans deux clubs tchécoslovaques (SK Slovan Bratislava et FC Marila Příbram) ainsi qu’un club belge (KSC Hasselt). Il remporta deux coupes de Tchécoslovaquie et quatre championnats de Tchécoslovaquie. Il réussit le doublé en 1974. Avec le club belge, il ne remporta rien.
Il fut entraîneur du SK Slovan Bratislava en 2002.

## Clubs
- 1969-1976 :  SK Slovan Bratislava
- 1976-1977 :  FC Marila Příbram
- 1977-1982 :  SK Slovan Bratislava
- 1984-1985 :  KSC Hasselt

## Palmarès
- Championnat de Tchécoslovaquie de football
  - Champion en 1970, en 1974, en 1975 et en 1977
  - Vice-champion en 1972 et en 1976
- Coupe de Tchécoslovaquie de football
  - Vainqueur en 1974 et en 1982
  - Finaliste en 1970, en 1972 et en 1976
- Championnat d'Europe de football
  - Vainqueur en 1976